# Grafen von Sponeck

Wappen der Grafen von Sponeck 1701, mit schildhaltenden Löwen

Die Grafen von Spon(n)eck sind ein ursprünglich schlesisches Geschlecht, das nach Württemberg kam und dort in den Grafenstand erhoben wurde. Nachkommen einer Tochter des Geschlechts führten den Namen Sponeck weiter; väterlicherseits waren Nachkommen jener Tochter Agnaten des Hauses Württemberg. Der Mannesstamm ihrer Brüder besteht bis heute.

## Geschichte
Die Grafen von Spon(n)eck sind am 2. August 1701 auf Betreiben von Herzog Leopold Eberhard (Württemberg-Mömpelgard) in den Reichsgrafenstand erhoben worden. Benannt sind sie nach der Burg Sponeck am Rhein, welche aber von ihnen nie bewohnt wurde.
Als der Herzog 1695 die Bürgerliche Anna Sabine Hedwiger heiratete, war diese Heirat nicht standesgemäß. Er betrieb daher ihre Erhebung in den Reichsgrafenstand. Mit ihr und ihren Kindern wurden ihre drei Brüder Georg Wilhelm (1672–1740), Johann Christian und Johann Rudolf Hedwiger zu Grafen von Sponeck. Es wurde anfangs postuliert, die Familie Hedwiger sei ursprünglich ein schlesisches Adelsgeschlecht. Dies wurde aber noch im 18. Jahrhundert widerlegt, bis im 19. Jahrhundert von einigen Autoren die alte Postulierung wieder verbreitet wurde. Dabei war der Vater der in den Grafenstand Erhobenen, Johann Georg Hedwiger (1621–1682), ein Bäckermeister zu Liegnitz, der das Bauerngut Golsdorf kaufte und in zweiter Ehe mit ihrer Mutter verheiratet war, einer geborenen von Pogrell. Angeblich wurde er dann auch als „von Goltzdorf“ in den Adelsstand erhoben.
Die Gräfin Anna Sabine wurde 1714 vom Herzog geschieden. Ihr Sohn Leopold heiratete in Frankreich Charlotte von Sandersleben.
Georg Wilhelm heiratete 1698 Anna Sophie von Bojanowska und war von 1699 bis 1703 Regierungspräsident in Mömpelgard. Er ging dann wieder zum Militär und wurde später dänischer General. In Dänemark wandelte sich der Name in von Sponneck.
Johann Rudolf wurde 1703 Regierungspräsident in Mömpelgard und begründete die Deutsche Linie der Familie.
Nach dem Tod des Herzogs 1721 versuchte Graf Leopold einen Anspruch auf die Grafschaft Mömpelgard geltend zu machen. Die Ansprüche wurden aber vom Reichsgericht 1723 und 1739 abgelehnt.

## Wappen

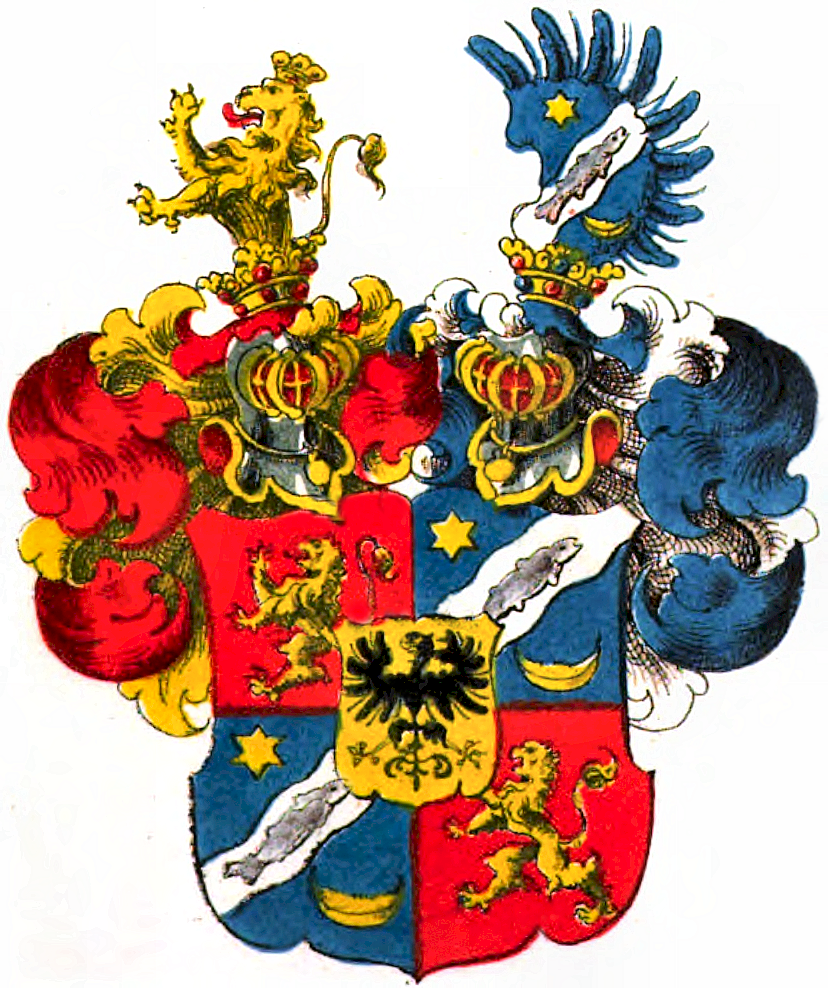
Wappen der Grafen von Sponeck 1701

1701: Quadriert mit goldenem Mittelschilde, worin ein schwarzer Adler befindlich. Im ersten und vierten roten Felde ein goldener Löwe; das zweite und dritte blaue Feld durchzogen von einem silbernen Flusse von der Rechten zur Linken, begleitet oben von einem goldenen Sterne, unten von einem silbernen Mond, im Flusse schwimmt ein natürlicher Fisch. Der Hauptschild ist von zwei gekrönten Helmen besetzt; dem ersten, mit rot-goldener Decke, entwächst der goldene Löwe, hier gekrönt, aus dem 1. und 4. Felde, auf dem andern mit blau-silberner Decke erhebt sich der blaue Flügel aus dem 2. Und 3. Felde, auf dem sich das Bild des zweiten Feldes wiederholt.

## Stammbaum

### Nachkommen von Anna Sabine Reichsgräfin von Sponeck
- Leopold Eberhard (1670–1723) ⚭ Anna Sabine Hedwiger (1676–1735) (Scheidung 1714)
  - Leopold Eberhard von Sponeck, (1695–1709)
  - Leopoldine Eberhardine von Sponeck, (1697–1786) ⚭ Ferdinand Eberhard von Sandersleben
  - Charlotte Leopoldine von Sponeck, (1700–1703)
  - Georg Leopold von Sponeck, (Prinz von Mömpelgard) (1697–1749, verunglückt) ⚭ 1719 Eleonore Charlotte von Sandersleben
    - Leopold Christian, (1721–1723)
    - Georg Leopold Graf von Horenburg und Champvallon (1722–1790)
    - Ludwig, (1725–1734)
    - Eleonore Charlotte, (1719–?)
    - Franziska Salome, (1724–1770 (oder 73))

### Nachkommen von Georg Wilhelm Hedwiger
- Georg Wilhelm Hedwiger Reichsgraf von Sponeck (Bruder von Anne Sabine, Gouverneur des Schlosses von Montbéliard) und Anna Sophie Bojanowa von Bojanowsky zählen:
  - Andreas Eberhard (1713–1766) ⚭ Hedevig Elizabeth Helen von Donop (1713–1750)
    - Georg Wilhelm (1741–1801) ⚭ Hilleborg Charlotte Emalie von Eppingen (1758–1822)
      - Marius Sabinus Wilhelm (1787–1874) ⚭ Susanna Christiana von Trojel (1791–1880)
        - Wilhelm Carl Eppingen (1815–1888), dänischer Finanzminister ⚭ Antoinette Siegfriede von Lowzow (1818–1883)
        - Carl Valdemar rigsgreve Sponneck (1821–1900) ⚭ Nikoline Mathilda Nyholm (1836–1894)
          - Carl Waldemar (1870–1944) ⚭ Astrid Vogelius Stephensen (1876–1965)
            - Carl William (1901–1990) ⚭ Lilli Anna Harder (1914–1975)
              - John William (1944-) ⚭ Jeanette van der Berg (1945-)
                - Craig Sven (1970-)
                - Lise Inge (1974-)
                - Carl Bjorn (1983-)

              - Paul Eppingen (1946-) ⚭ Prudence Tero (1951)
                - Shaun William (1975)
                - Mark Frank (1976-)
                - Ryan Paul (1982-)

            - Cai George (1904–1982) ⚭ Winifred Taylor (1908–1970)
              - Carl William (1935-)

            - John Eppingen (1910–1989) ⚭ Winifred Benetta Jane Spencer (1922–2012)
              - Sonja Matilda (1940-) ⚭ Elmer Noel Roberts (1939-)
              - Godfrey Harry (1945-) ⚭ Denise Dinah Pellatt (1951-)
                - Beverley Shannon (1973-)⚭ Donovan Blake (1971-)
                - Nicole Renee (1978-) ⚭ Peter Raymond van Wyk (1978-)

              - Lynette Anne (1950-) ⚭ Klaus-Peter Grage (1944-)
              - John Errol (1953-)

            - Alice Mathilde (1914–2011) ⚭ Oluf Mueller (1912–1991)
            - Harry Sponneck (1916–2014) ⚭ Daisy Rieder (1910–2004)
              - Carl Waldemar (1952-)

### Nachkommen von Johann Rudolf Hedwiger
- Zu den Nachkommen von Johann Rudolf Hedwiger Reichsgraf von Sponeck (Bruder von Anne Sabine) und Wilhelmine Luise von Hoff (1704–1780) zählen:
  - Eberhardine Henriette (1724–1745) ⚭ Ludwig Christof Forstner von Dambenoy (1721–1804)
  - Friedrich Ludwig (1725–1792) ⚭ Christine Dorothea Pfister (1734–1792)
    - Karl Friedrich Christian (1762–1827) Professor, Forstwissenschaftler
    - Carl Wilhelm (1772–1830), General-Major
      - Wilhelm (1813–1886), Oberst ⚭ (I) Sophie von Harling (1818–1845) ⚭ (II) Elisabeth von Reischach (1819–1888)
        - Karl Wilhelm Franz (1845–1913) ⚭ Fanny Freiin von Lersner (1846–1915)
          - Wilhelm Anton Franz Albrecht (1872–1914)
          - Kurt Emil Friedrich (1873–1955) ⚭ Marissa von Oettingen (1879–1969)
          - Elisabeth Franziska Anna (1877–1966) ⚭ Werner von Bresler (1875–1938)

        - Anton Franz Heinrich (1848–1905) ⚭ 1876 Therese von Cornberg (1854–1940)
          - Josef Wilhelm Maximilian (1877–1945), Major
          - Wilhelm (1878–1908)
          - Maria Theresia Karola Josephine (1882–1970)
          - Emil Theodor Hans (1884–1914), Leutnant
          - Ernestine Magarethe (1894–1963)
          - Karl Anton Theodor (1896–1982) (Generalleutnant)

        - Emil August Joseph Anton (1850–1888) ⚭ Maria Courtin (1856–1927)
          - Margarethe (1878–?)
          - Maria Auguste Franziska Therese (1880–1957) ⚭ Moritz Hermann
          - Hedwig Karola Antonia (1882–1967)
          - Hans Emil Otto (1888–1944)
            - Hans-Christof (1939-), UN-Diplomat

        - Maria Anna (1852–?)
        - Ernestine Antonie Auguste (1856–?)

      - Karl (1816–1904), badischer Generalleutnant ⚭ Maria Kast (1819–1883?)
        - Marie Wilhelmine Caroline (1841–1883?) ⚭ Clemens von Voigts-Rhetz (1840–1883)

      - August (1817–1867) ⚭ (I) Marie von Berlichingen (1817–1860) ⚭ (II) Bertha Truchseß von Wetzhausen (1830–1883?)

    - Karl Ludwig August (?–1809 in Aspern). Oberstleutnant

  - Maximiliane Christiana (1730–1804) ⚭ Ludwig Geyer von Geyersberg (1729–1772) Eltern von Luise Karoline Geyer von Geyersberg zweite Ehefrau des Markgrafen und späteren Großherzogs Karl Friedrich von Baden